# Іван Богослов
Іва́н (Іоа́нн) Богосло́в (грец. Ἰωάννης, Іоа́ннес – «Господь щедрий у благодаті») — апостол, євангеліст, автор кількох творів Нового Завіту, проповідник, християнський святий.

## Євангеліє

### Учень, що його любив Ісус
У четвертому Євангелії, наприкінці тексту, є вказівка про її автора: «Це той учень, який оте свідчить і який оте написав, і знаємо, що його свідчення — правдиве.» (Ів. 21:24) і яка перегукується з попередньою подібною фразою: 
| «Обернувся Петро, та й ось бачить, що за ним слідкома йде той учень, якого любив Ісус, який на вечері до лона Йому був схилився (Ів. 21:20) |
Таке означення з'являється і в інших місцях: Ів. 13:22, 19:26, 20:2, 21:7. На початку четвертого Євангелія також є той учень, що першим разом із Андрієм Первозваним переходить до Ісуса Христа від Івана Хрестителя. Також пізніше, під час суду над Ісусом, цей учень, користуючись знайомством з первосвящеником, вводить у його двір Симона Петра. Із синоптичних Євангелій (Матвія, Марка і Луки) відомо також про улюблених учнів Ісуса: Петра, Якова та Іоана. Апостол Петро точно називається цим іменем у Євангеліях, а час написання четвертого Євангелія є пізнішим страти апостола Якова Іродом Агрипою у 44 р (Дії 12:2). Таким чином учнем, що його любив Ісус, залишається Іван (Іоан) син Заведея.

### Апостол
За свідченням всіх чотирьох Євангелій, Іоан був одним із 12 апостолів, яких покликав Ісус Христос, і належав до його улюблених учнів разом з Петром та Яковом. Іоан згаданий у всіх чотирьох Євангеліях та Діяннях апостолів (Мт. 10:2–4, Мк. 3:14–19, Лк. 6:13–16, Дії 1:13). Іоан представлений у Євангеліях також і як син Заведея та брат Якова. Іоан та Яків були рибалками на Генісаретському озері. Обоє синів Заведея отримали від Ісуса прізвисько «Воанергес» (Мк. 3:17). За християнською традицією матір'ю синів Заведея була Саломія. Традиція виходить із двох уривків Євангелій Мт. 27:56 та Мк. 15:40 які згадують про «Саломію» і «матір синів Заведея». Коли Господь покликав його, Іоан покинув родину і разом з братом Яковом пішов за Христом. З того часу і до кінця Господнього земного служіння Іван не полишав Його. Разом з Петром та Яковом він був присутнім під час воскресіння дочки Яіра, а також при Преображенні Господньому. Коли всі Апостоли покинули Господа у Його Страстях, Іван залишився і стояв разом з Матір'ю Ісуса під Хрестом. Він служив і оберігав її до Успіння, після чого зі своїм учнем Прохором (ап. від 70-ти) проповідував у Малій Азії. Працював і жив переважно в Ефесі. Одна з найраніших згадок про апостола Іоана поза Євангеліями є у листі апостола Павла до Галатів написаному 53 року: «..Яків, Кифа та Іоан, що вважалися стовпами, на знак єдности дали мені й Варнаві правиці, щоб ми йшли до поган..» (Гал. 2:9).

## Твори апостола
Вважається автором:
- Євангелія від Івана
- трьох Посланнь (1-е Івана, 2-е Івана, 3-є Івана)
- і єдиної новозавітної пророчої книги — Об'явлення (Одкровення).

## Передання
Згідно з переданнями, після Успіння Матері Божої апостол Іоан пішов в Ефес та інші малоазійські міста для проповіді Євангелія, взявши з собою свого учня Прохора.
Під час гоніння на християн, розпочатого ще імператором Нероном, апостол Іоан був відведений в кайданах на суд в Рим. За сповідання своєї полум'яної віри в Ісуса Христа апостол був засуджений до смерті. Проповіді Св. Івана привели багатьох до віри у Христа, що мало негативні наслідки для язичництва. Язичники зв'язавши його відправили до Риму на суд перед імператором Доміціаном, який засудив його на муки та бичування. Та ані отрута, яку його примусили пити, ані кипучий єлей, в який його кинули, Іванові не зашкодили. На місці його мук у Римі пізніше побудована церква Сан-Джованні-ін-Олео. Імператор, вважаючи його безсмертним, вислав на довічне заслання на острів Патмос, де Іоан прожив багато років. Пізніше імператор Нерва звільнив в'язнів, і Іоан повернувся до Ефесу, де прожив ще багато років, утверджуючи розпочату працю. Є свідчення про те, що він помер у віці близько 100 років. Іван Богослов був єдиним із 12 Христових апостолів, який помер природною смертю (100-го року після народження Христа у 94-річному віці). Епіфаній Кіпрський оповідав, що коли Іоан постарів і так ослаб, що вже не міг проповідувати, то наказував своїм учням нести себе на збори вірних, де щоразу повторював такі слова: «Мої дітоньки, любіть один одного». А коли вони запитали його, чому він завжди повторює одні і ті ж слова, апостол відповів: «Бо це слово Господнє, і якщо ви виконаєте його, то цього буде досить».
Святий Іоан продовжував у своїй місії апостольську працю і привів багатьох до Християнської віри. Крім того, перебуваючи у Ефесі він написав Євангеліє від Івана (в якому на початку проголошується, що Бог є Слово, за що Іван названий «Богословом»), Послання та Книгу Одкровення. Монастир Івана Богослова та Печера Апокаліпсису на острові Патмос є одними з найбільших християнських святинь і внесені до переліку Всесвітньої спадщини ЮНЕСКО.
Св. Іван постійно повторював проповідь: «Браття, любімо один одного!» Ця тема постійно повторюється в його писаннях. За переказами, Іван попросив учнів віднести його за місто Єфес і поховати в домовині у формі Хреста. Коли він ліг у домовину, попросив учнів накрити його землею. Учні поцілували вчителя зі сльозами на очах, але не хотіли бути йому непослушними. Покрили його обличчя полотном, а потім вкрили землею. Коли ж на похорон прийшли інші учні, вони хотіли побачити Апостола, але, відкривши домовину, побачили її порожньою. Відтоді День Його Упокоєння іноді називають Днем його Переселення з землі на Небо.

## Свідчення ранньої церкви

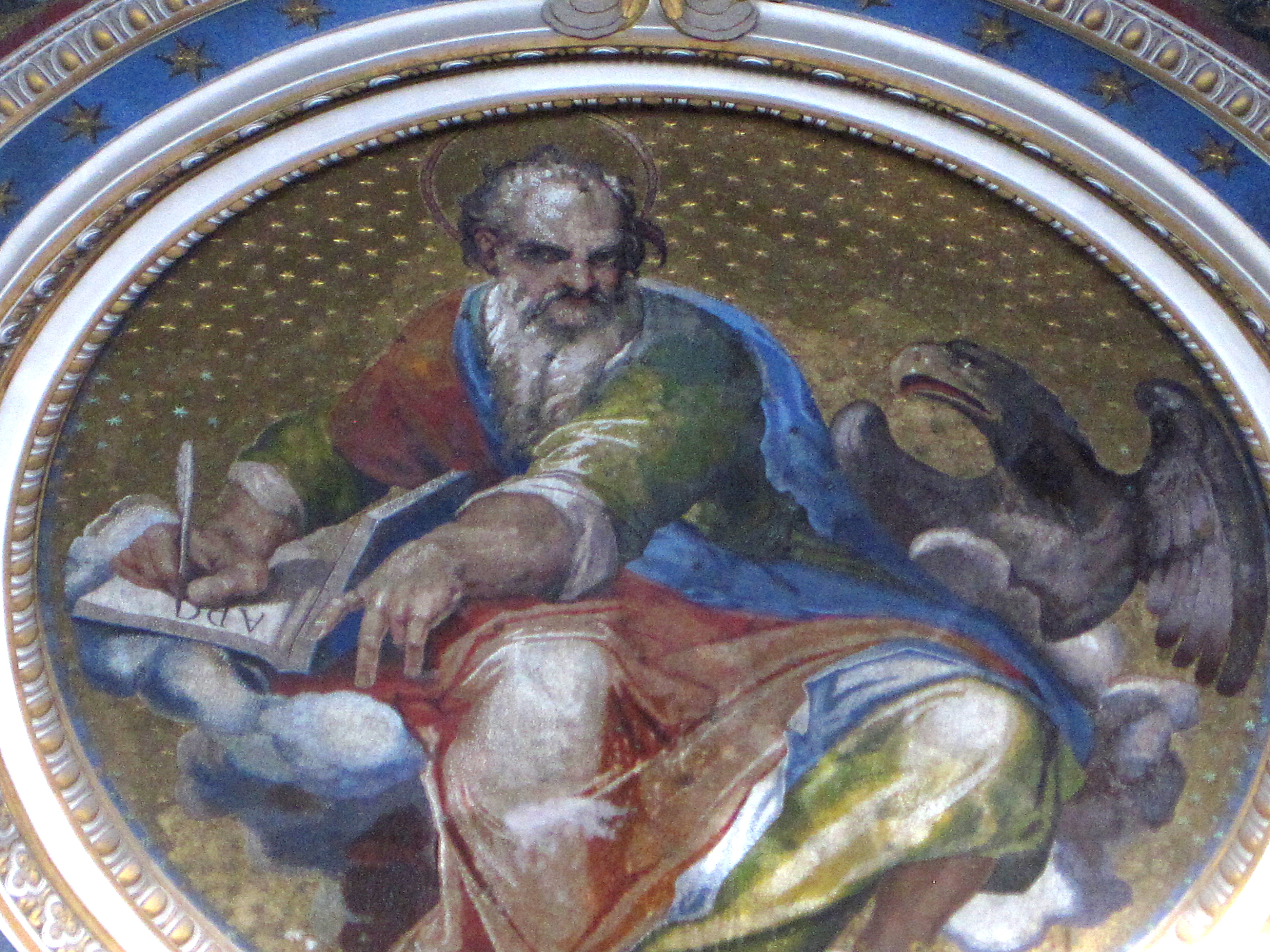
Іван на фресці Собору Святого Петра (Ватикан)

Ранні свідчення про діяльність апостола Іоана поза Новим Завітом знаходяться у текстах єпископа Іринея Ліонського (135—202). Уривки цих текстів також цитує Євсевій Кесарійський (260—337). Іриней Ліонський був учнем Святого Полікарпа з Смирни (69—155), який у свою чергу був учнем апостола Івана. За цими текстами кінця 2 століття визнається апостол Іоан також і автором четвертого Євангелія: «Останнім видав Іоан, учень Господа, що на Його грудях відпочивав, своє Євангеліє, як він перебував у Ефесі». Звідси виходять чотири установки, які встановили християнську традицію:
1. Апостол Іоан був улюбленим учнем Ісуса Христа
2. Він автор Євангелія
3. Четверте Євангеліє вийшло у світ за часу його життя у Ефесі
4. Четверте Євангеліє написане останнім з чотирьох

## Іконографія

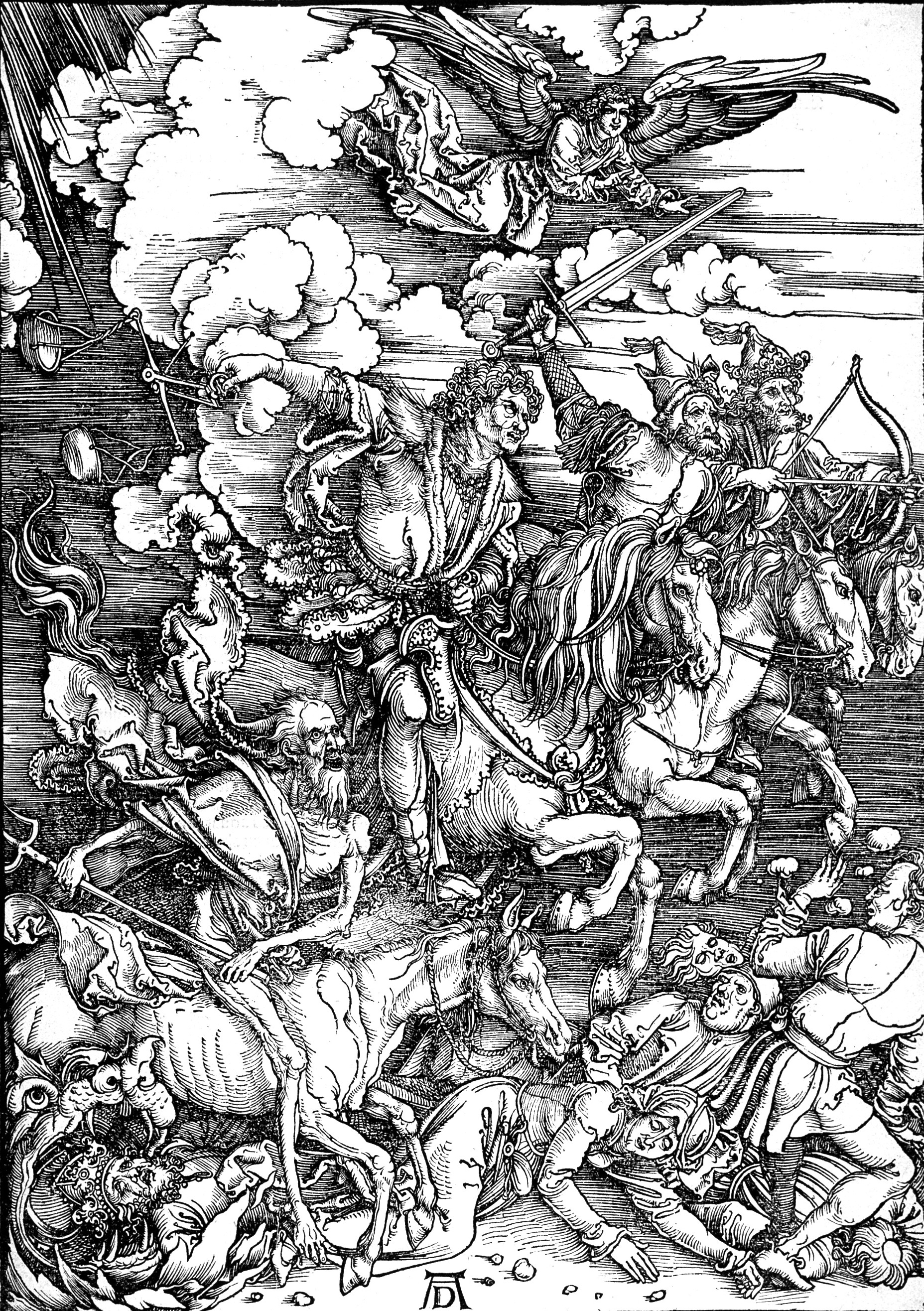
Чотири вершники Апокаліпсису (1497-8) із циклу "Апокаліпсис"Альбрехте Дюрера

За традицією у образотворчому мистецтві Івана Богослова часто зображають молодою людиною і єдиного з апостолів без бороди. Як євангеліст, він зображений з пером для писання, книгою чи звитком. На зображеннях його супроводжує фігура з тетраморфу — орел. На такий спосіб представлення мав вплив той факт, що за часів діяння Ісуса Христа Іван був молодою людиною. В іконографії Івана Богослова також часто присутня чаша і змія, рідше зображення його страждань, за часів імператора Доміціана, коли його було посаджено у казан з киплячою олією. За цією традицією і місце його мук відома церква Сан-Джованні-ін-Олео у Римі. Цим подіям присвячені відомі картини Альбрехта Дюрера — Апокаліпсис та Ганса Фріса — «Святий Іван у казані з киплячою олією».

## Вшанування пам'яті
На його честь названо багато християнських соборів по всьому світу.
У місті Кривий Ріг вулицю Софії Перовської перейменували на вулицю Святителя Івана Богослова.

## Канонізація
Канонізований ще першими християнами. 26 вересня православна і 27 грудня католицька церкви святкують день пам'яті Улюбленого Учня Ісуса Христа, Св. Івана Богослова. Впродовж багатьох років існувала традиція у цей день відвідувати домовину святого неподалік м. Ефеса. Існують твердження, що він був на місці, де в VI столітті н. е. побудував величний Храм Св. Івана Богослова Св. Імператор Юстиніан, він також побудував Собор Св. Софії в Константинополі. Нині руїни цього Храму знаходяться в містечку Сельчук у Туреччині. Існує повір'я про те, що кожного року в цей день з домовини виходив дрібний порошок, який використовувався для лікування.

## Патрон
- Україна: Жовква
- Португалія:
  - муніципалітети: Каштелу-де-Пайва, Сан-Жуан-да-Пешкейра